# NFL 1971
Die NFL-Saison 1971 war die 52. Saison im American Football in der National Football League (NFL). Die Regular Season begann am 19. September 1971 und endete am 19. Dezember 1971. Die Saison endete mit dem Pro Bowl am 23. Januar 1972 im L.A. Coliseum in Los Angeles, Kalifornien.
Die Boston Patriots änderten ihren Namen auf New England Patriots und wechselten in ihr neues Stadion, das Schaefer Stadium in Foxborough, Massachusetts.

## Regular Season
| AFC East             | AFC East | AFC East | AFC East | AFC East | AFC East | AFC East |
| Team                 | S        | N        | U        | SQ 1     | P+       | P−       |
| -------------------- | -------- | -------- | -------- | -------- | -------- | -------- |
| Miami Dolphins       | 10       | 3        | 1        | 0,769    | 315      | 174      |
| Baltimore Colts      | 10       | 4        | 0        | 0,714    | 313      | 140      |
| New England Patriots | 6        | 8        | 0        | 0,429    | 238      | 325      |
| New York Jets        | 6        | 8        | 0        | 0,429    | 212      | 299      |
| Buffalo Bills        | 1        | 13       | 0        | 0,071    | 184      | 394      |

| NFC East            | NFC East | NFC East | NFC East | NFC East | NFC East | NFC East |
| Team                | S        | N        | U        | SQ 1     | P+       | P−       |
| ------------------- | -------- | -------- | -------- | -------- | -------- | -------- |
| Dallas Cowboys      | 11       | 3        | 0        | 0,786    | 406      | 222      |
| Washington Redskins | 9        | 4        | 1        | 0,692    | 276      | 190      |
| Philadelphia Eagles | 6        | 7        | 1        | 0,462    | 221      | 302      |
| St. Louis Cardinals | 4        | 9        | 1        | 0,308    | 231      | 279      |
| New York Giants     | 4        | 10       | 0        | 0,286    | 228      | 362      |

| AFC Central         | AFC Central | AFC Central | AFC Central | AFC Central | AFC Central | AFC Central |
| Team                | S           | N           | U           | SQ 1        | P+          | P−          |
| ------------------- | ----------- | ----------- | ----------- | ----------- | ----------- | ----------- |
| Cleveland Browns    | 9           | 5           | 0           | 0,643       | 285         | 273         |
| Pittsburgh Steelers | 6           | 8           | 0           | 0,429       | 246         | 292         |
| Houston Oilers      | 4           | 9           | 1           | 0,308       | 251         | 330         |
| Cincinnati Bengals  | 4           | 10          | 0           | 0,286       | 284         | 265         |

| NFC Central       | NFC Central | NFC Central | NFC Central | NFC Central | NFC Central | NFC Central |
| Team              | S           | N           | U           | SQ 1        | P+          | P−          |
| ----------------- | ----------- | ----------- | ----------- | ----------- | ----------- | ----------- |
| Minnesota Vikings | 11          | 3           | 0           | 0,786       | 245         | 139         |
| Detroit Lions     | 7           | 6           | 1           | 0,538       | 341         | 286         |
| Chicago Bears     | 6           | 8           | 0           | 0,429       | 185         | 276         |
| Green Bay Packers | 4           | 8           | 2           | 0,333       | 274         | 298         |

| AFC West           | AFC West | AFC West | AFC West | AFC West | AFC West | AFC West |
| Team               | S        | N        | U        | SQ 1     | P+       | P−       |
| ------------------ | -------- | -------- | -------- | -------- | -------- | -------- |
| Kansas City Chiefs | 10       | 3        | 1        | 0,769    | 302      | 208      |
| Oakland Raiders    | 8        | 4        | 2        | 0,667    | 344      | 278      |
| San Diego Chargers | 6        | 8        | 0        | 0,429    | 311      | 341      |
| Denver Broncos     | 4        | 9        | 1        | 0,308    | 203      | 275      |

| NFC West            | NFC West | NFC West | NFC West | NFC West | NFC West | NFC West |
| Team                | S        | N        | U        | SQ 1     | P+       | P−       |
| ------------------- | -------- | -------- | -------- | -------- | -------- | -------- |
| San Francisco 49ers | 9        | 5        | 0        | 0,643    | 300      | 216      |
| Los Angeles Rams    | 8        | 5        | 1        | 0,615    | 313      | 260      |
| Atlanta Falcons     | 7        | 6        | 1        | 0,538    | 274      | 277      |
| New Orleans Saints  | 4        | 8        | 2        | 0,333    | 266      | 347      |

 Divisionssieger 0
 Wildcard

Quelle: pro-football-reference.com

## Play-offs
|  | Divisional Playoffs                 | Divisional Playoffs       | Divisional Playoffs |                               |                     | Conf. Championship Games | Conf. Championship Games | Conf. Championship Games |  |  | Super Bowl VI | Super Bowl VI | Super Bowl VI |
|  |                                     |                           |                     |                               |                     |                          |                          |                          |  |  |               |               |               |
|  | 25. Dezember – Municipal Stadium    |                           |                     |                               |                     |                          |                          |                          |  |  |               |               |               |
|  |                                     |                           |                     |                               |                     |                          |                          |                          |  |  |               |               |               |
|  | W                                   | Kansas City Chiefs        | 24                  |                               |                     |                          |                          |                          |  |  |               |               |               |
|  | W                                   | Kansas City Chiefs        | 24                  | 2. Januar – Miami Orange Bowl |                     |                          |                          |                          |  |  |               |               |               |
|  | E                                   | Miami Dolphins            | *27 *               |                               |                     |                          |                          |                          |  |  |               |               |               |
|  | E                                   | Miami Dolphins            | *27 *               | E                             | Miami Dolphins      | 21                       |                          |                          |  |  |               |               |               |
|  | 26. Dezember – Cleveland Stadium    |                           |                     | E                             | Miami Dolphins      | 21                       |                          |                          |  |  |               |               |               |
|  |                                     | WC                        | Baltimore Colts     | 0                             |                     |                          |                          |                          |  |  |               |               |               |
|  | C                                   | WC                        | Baltimore Colts     | 0                             | Cleveland Browns    | 3                        |                          |                          |  |  |               |               |               |
|  | C                                   |                           |                     | 16. Januar – Tulane Stadium   | Cleveland Browns    | 3                        |                          |                          |  |  |               |               |               |
|  | WC                                  | Baltimore Colts           | 20                  |                               |                     |                          |                          |                          |  |  |               |               |               |
|  | WC                                  | Baltimore Colts           | 20                  | A                             | Miami Dolphins      | 3                        |                          |                          |  |  |               |               |               |
|  | 25. Dezember – Metropolitan Stadium |                           |                     | A                             | Miami Dolphins      | 3                        |                          |                          |  |  |               |               |               |
|  |                                     | N                         | Dallas Cowboys      | 24                            |                     |                          |                          |                          |  |  |               |               |               |
|  | C                                   | N                         | Dallas Cowboys      | 24                            | Minnesota Vikings   | 12                       |                          |                          |  |  |               |               |               |
|  | C                                   | 2. Januar – Texas Stadium |                     |                               | Minnesota Vikings   | 12                       |                          |                          |  |  |               |               |               |
|  | E                                   | Dallas Cowboys            | 20                  |                               |                     |                          |                          |                          |  |  |               |               |               |
|  | E                                   | Dallas Cowboys            | 20                  | E                             | Dallas Cowboys      | 14                       |                          |                          |  |  |               |               |               |
|  | 26. Dezember – Candlestick Park     |                           |                     | E                             | Dallas Cowboys      | 14                       |                          |                          |  |  |               |               |               |
|  |                                     | W                         | San Francisco 49ers | 3                             |                     |                          |                          |                          |  |  |               |               |               |
|  | W                                   | W                         | San Francisco 49ers | 3                             | San Francisco 49ers | 24                       |                          |                          |  |  |               |               |               |
|  | W                                   |                           |                     |                               | San Francisco 49ers | 24                       |                          |                          |  |  |               |               |               |
|  | WC                                  | Washington Redskins       | 20                  |                               |                     |                          |                          |                          |  |  |               |               |               |
|  | WC                                  | Washington Redskins       | 20                  |                               |                     |                          |                          |                          |  |  |               |               |               |

## Super Bowl VI
Der 6. Super Bowl fand am 16. Januar 1972 im Tulane Stadium in New Orleans, Louisiana statt. Im Finale trafen die Dallas Cowboys auf die Miami Dolphins, die Dallas Cowboys gewannen ihren ersten Super Bowl.

## Auszeichnungen
| Most Valuable Player            | Alan Page, Defensive Tackle, Minnesota Vikings   |
| Coach of the Year               | George Allen, Washington Redskins                |
| Defensive Player of the Year    | Alan Page, Defensive Tackle, Minnesota Vikings   |
| Offensive Rookie of the Year    | John Brockington, Runningback, Green Bay Packers |
| Defensive Rookie of the Year    | Isiah Robertson, Linebacker, Los Angeles Rams    |
| Man of the Year                 | John Hadl, Quarterback, San Diego Chargers       |
| Super Bowl Most Valuable Player | Roger Staubach, Quarterback, Dallas Cowboys      |